# Robert Serber
Robert Serber (14 de marzo de 1909 - 1 de junio de 1997) fue un físico estadounidense que participó en el Proyecto Manhattan. Las conferencias de Serber, donde explicaba los principios básicos y los objetivos del proyecto se imprimieron y proporcionaron a todo el personal científico entrante, y se conocieron como The Los Alamos Primer. The New York Times lo llamó “la comadrona intelectual en el nacimiento de la bomba atómica” (the intellectual midwife at the birth of the atomic bomb).

## Temprana edad y educación
Nació en Filadelfia, el hijo mayor de Rose Frankel y David Serber. Su familia era judía.  Su madre murió en 1922 y su padre se casó con su prima Frances Leof en 1928. Robert Serber obtuvo su licenciatura en ingeniería física de la Universidad de Lehigh en 1930 y su doctorado en física de la Universidad de Wisconsin-Madison con John Van Vleck en 1934. Se casó con Charlotte Leof (26 de julio de 1911 - 1967), la hija del tío de su madrastra, en 1933. 
Poco antes de recibir su doctorado, Serber fue seleccionado para una beca posdoctoral del Consejo Nacional de Investigación y planeó realizar una investigación en la Universidad de Princeton con Eugene Wigner. Sin embargo, después de inscribirse espontáneamente en la escuela de verano de física de la Universidad de Michigan, cambió sus planes y se fue a trabajar con J. Robert Oppenheimer en la Universidad de California, Berkeley. Durante los siguientes cuatro años, viajó con Oppenheimer entre Berkeley y el Instituto de Tecnología de California, donde Oppenheimer ocupó un puesto de profesor secundario. En 1938, tomó una de las pocas cátedras de física de la época en la Universidad de Illinois en Urbana-Champaign, donde permaneció hasta que fue reclutado para el Proyecto Manhattan.

## Proyecto Manhattan

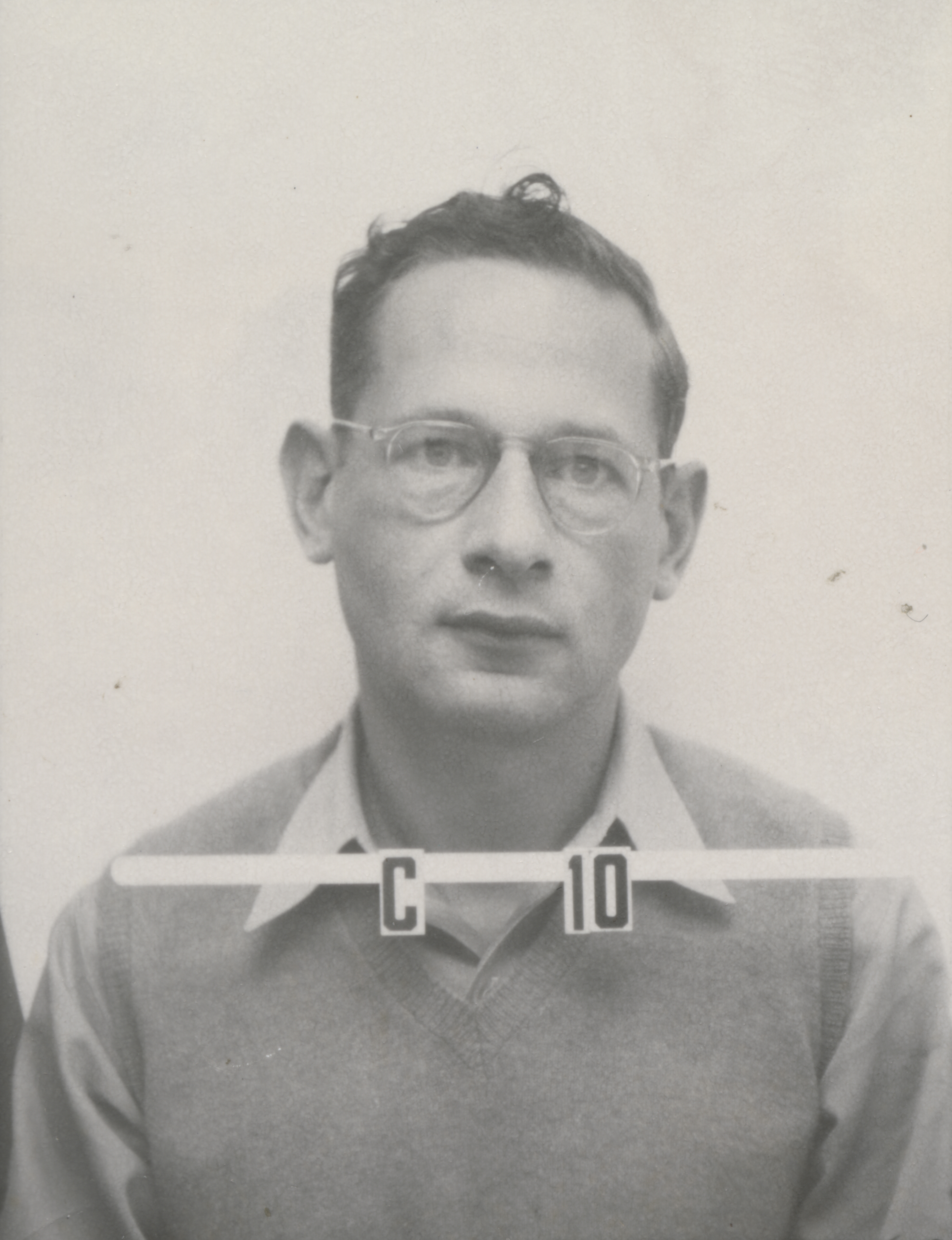
Insignia de Los Álamos de Robert Serber

Fue reclutado para el Proyecto Manhattan en 1941 y estaba en el Proyecto Alberta cuando se lanzó la bomba. Cuando se organizó por primera vez el Laboratorio Nacional de Los Álamos, Oppenheimer decidió no compartimentar la información técnica entre diferentes departamentos. Esto aumentó la eficacia de los trabajadores técnicos en la resolución de problemas y enfatizó la urgencia del proyecto en sus mentes, ahora que sabían en qué estaban trabajando juntos. Fue así que le tocó a Serber dar una serie de conferencias explicando los principios básicos y los objetivos del proyecto. Estas conferencias se imprimieron y se entregaron a todo el personal científico entrante, y se conocieron como The Los Alamos Primer, LA-1. Fue desclasificado en 1965. Serber desarrolló la primera buena teoría de la hidrodinámica del ensamblaje de bombas.
La esposa de Serber, Charlotte, fue nombrada por Oppenheimer para dirigir la biblioteca técnica en Los Alamos, donde fue la única líder de sección femenina en tiempos de guerra.
Serber creó los nombres en clave para los tres proyectos de diseño, "Little Boy", "Thin Man" y "Fat Man", según sus reminiscencias (1998). Los nombres se basaron en sus formas de diseño; el Thin Man sería un dispositivo muy largo, y el nombre provenía de la novela de detectives Dashiell Hammett y la serie de películas del mismo nombre; la bomba Fat Man sería redonda y gorda y recibió su nombre del personaje de Sydney Greenstreet en El halcón maltés (de la novela de Hammett). Little Boy sería la última y se nombró así solo para contrastar con la bomba Thin Man. Otra teoría sostiene que Fat Man recibió su nombre de Churchill y Thin Man de Roosevelt.
Serber iba a ir en el avión con la cámara para la misión de Nagasaki, pero el avión denominado "Big Stink" se fue sin él cuando el oficial de operaciones del grupo, el mayor James I. Hopkins, le ordenó a Serber que se bajara porque había olvidado su paracaídas, según se informa después de que B-29. ya había rodado hacia la pista. Dado que Serber era el único miembro de la tripulación que sabía cómo operar la cámara de alta velocidad, Tinian tuvo que instruir a Hopkins por radio sobre su uso. Serber estuvo con el primer equipo estadounidense que ingresó a Hiroshima y Nagasaki para evaluar los resultados del bombardeo atómico de las dos ciudades.

## Trabajo de posguerra y vida personal
Aunque Oppenheimer buscó después de la guerra un puesto para Serber en el departamento de física de Berkeley, pero no lo logró, posiblemente debido al antisemitismo del director del departamento, Raymond Thayer Birge. Birge se había negado previamente a ofrecer un puesto de titular a Serber después de que recibió su oferta de la Universidad de Illinois, y opinó que "un judío en el departamento es suficiente". Oppenheimer prevaleció al colocarlo como jefe del equipo teorético del Laboratorio Nacional Lawrence Berkeley bajo la dirección de Ernest Lawrence; sin embargo, cuando su mentor pasó a la consultoría de políticas y la presidencia del Instituto de Estudios Avanzados en 1947, Serber se hizo cargo con frecuencia de sus cursos, lo que finalmente resultó en su nombramiento como miembro de la facultad de Berkeley.
En 1948, Serber tuvo que defenderse de acusaciones anónimas de deslealtad, principalmente porque la familia de su esposa Charlotte eran intelectuales judíos con tendencias socialistas, y también porque trató de eliminar la política de las discusiones sobre la viabilidad de la bomba de fisión, lo que provocó confrontaciones con Edward Teller Aunque había sido absuelto de cualquier posible irregularidad en una audiencia posterior ese año, se le negó una autorización de seguridad de requisito previo para una conferencia de física japonesa en 1952, lo que precipitó su negativa a unirse a un grupo asesor del Departamento de Defensa presidido por Teller.
Si bien firmó a regañadientes el juramento de lealtad estipulado por la Ley Levering para el personal de Berkeley en 1950, el creciente antagonismo entre Oppenheimer y el más conservador Lawrence finalmente estimuló su partida. En 1951, se convirtió en profesor de física en la Universidad de Columbia a instancias de su colega del Proyecto Manhattan, Isidor Isaac Rabi. Se desempeñó como presidente del departamento desde 1975 hasta su jubilación como profesor emérito en 1978.
Serber se desempeñó también como asesor de doctorado del futuro premio Nobel Leon Cooper. También colaboró con Abraham Pais en estudios de mesones y desarrolló el método Serber-Dancoff, una técnica refinada para analizar el acoplamiento fuerte. También consultó numerosos laboratorios, empresas y comisiones, incluido el Laboratorio Nacional de Brookhaven (donde trabajó un día a la semana durante el año académico y los veranos ocasionales durante veinte años) y Fermilab, como especialista en la reacción en cadena protón-protón y las propiedades de enfoque de los aceleradores de partículas. Aunque en gran medida desprovisto de cualquier ideología, se negó a unirse al grupo consultor JASON afiliado al Departamento de Defensa debido a sus problemas de autorización anteriores y su oposición a la Guerra de Vietnam.
Tras ser diagnosticada con la enfermedad de Parkinson, Charlotte Serber sufría de depresiones y se quitó la vida con una sobredosis de somníferos el 22 de mayo de 1967. Sperber inició posteriormente una relación con la viuda de Oppenheimer, Kitty.  Ella lo convenció de comprar una yola de 15,8 metros, que navegaron desde Nueva York hasta Granada. En 1972, compraron un queche de 15,8 metros, con la intención de navegar a través del Canal de Panamá y a Japón, pasando por las Islas Galápagos y Tahití durante el año sabático de Serber. Partieron, pero Kitty enfermó y fue llevada al Hospital Gorgas, donde murió de una embolia el 27 de octubre de 1972. Serber y Katherine ("Toni") Oppenheimer esparcieron sus cenizas cerca de la antigua casa de vacaciones de los Oppenheimer en Saint John, Islas Vírgenes de EE. UU., que él siguió usando.
Después de su retiro, se casó con Fiona St. Clair, una diseñadora de Saint Thomas, Islas Vírgenes de EE. UU., en 1979. Adoptó a su hijo Zachariah y tuvieron otro hijo, William, en noviembre de 1980.
Se desempeñó como presidente de la Sociedad Estadounidense de Física en 1971. Un año después, Serber recibió el premio en memoria de J. Robert Oppenheimer.
Serber aparece en el documental nominado al Oscar The Day After Trinity (1980). En la dramatización cinematográfica de 1989 del Proyecto Manhattan, Fat Man and Little Boy, fue interpretado por H. David Politzer, profesor de física teórica en Caltech. Politzer fue galardonado con el Premio Nobel de Física en 2004.
Serber murió el 1 de junio de 1997 en su casa de Manhattan por complicaciones de una cirugía por cáncer cerebral. 

## Otras lecturas
- Hoddeson, Lillian; Henriksen, Paul W.; Meade, Roger A.; Westfall, Catherine L. (12 de febrero de 2004). Critical Assembly: A Technical History of Los Alamos During the Oppenheimer Years, 1943-1945. Cambridge University Press. ISBN 978-0-521-54117-6.